# Benedikt Engelken
Benedikt Engelken (též Benedictus, Beneš; ? 1629, Praha – 3. října 1681, Plasy) byl v letech 1666–1681 opat cisterciáckého kláštera v Plasích.
Po studiu v semináři v pražském Bernardinu působil od 26. srpna 1661 jako probošt v lužickém klášteře Maria Stella. Plaským opatem byl zvolen 28 hlasy dne 28. září 1666.
Za jeho vlády získal klášter od rodu Miseronů z Lisonu celý zbytek krašovské panství za 27 500 zlatých, tj. hrad Krašov s vesnicemi Rakolusky, Bohy, Kozojedy, dvory Rohy a Borek s ovčínem, dva mlýny a rybárnu.